# S&N

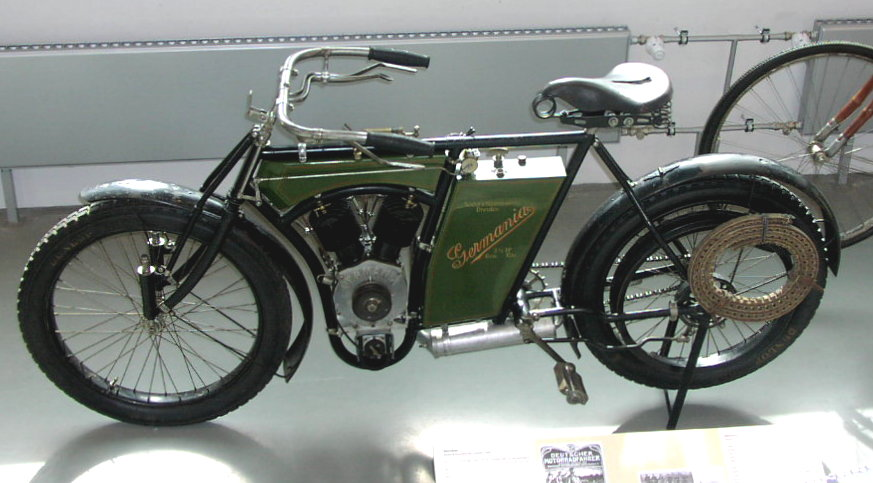

S&N en Germania zijn Duitse historische merken van motorfietsen van dezelfde fabrikant.
De bedrijfsnaam was: Seidel & Naumann AG, Dresden.
Het was een grote fabriek die bestond van 1901 tot 1908. S&N maakte ook de Erika-schrijfmachines en bezat voor Duitsland de licentie van de Laurin & Klement-motorfietsen. Deze motoren werden gewoonlijk onder de naam Germania verkocht, en ook een tijdje als Slavia. De Slavia-modellen werden in Mladá Boleslav bij Laurin & Klement gebouwd.